# Тони (премия, 2016)
70-я церемония награждения премии «Тони» за заслуги в области американского театрального искусства состоялась 12 июня 2016 года в театре «Маяк» (Нью-Йорк, США) и транслировалась в прямом эфире телеканалом «CBS». Ведущим церемонии выступит Джеймс Корден.

## Право участия
Принимать участие в конкурсе имеют право только театральные представления, поставленные в сезон 2015—2016, и премьеры которых состоялись до 28 апреля 2015 года. Номинанты были объявлены 3 мая 2016 года Эндрю Рэннеллсом и Патиной Миллер.

## Победители и номинанты

### Основные категории
| Лучшая пьеса | Лучший мюзикл |
| --- | --- |
| - «Люди» - «Заслонённые» - «Король Чарльз III» - «Отец» | - «Гамильтон» - «Яркая звезда» - «Школа рока» - «Перемешать всё вместе» - «Официантка» |
| Лучшая возрождённая пьеса | Лучший возрождённый мюзикл |
| - «Вид с моста» - «Чёрный дрозд» - «Суровое испытание» - «Долгий день уходит в ночь» - «Шум за сценой» | - «Цветы лиловые полей» - «Скрипач на крыше» - «Она любит меня» - «Весеннее пробуждение» |
| Лучшая мужская роль в пьесе | Лучшая женская роль в пьесе |
| - Фрэнк Ланджелла — «Отец», за роль Андре - Гэбриэл Бирн — «Долгий день уходит в ночь», за роль Джеймса Тайрона - Джефф Дэниэлс — «Чёрный дрозд», за роль Рэя - Тим Пиготт-Смит — «Король Чарльз III», за роль Чарльза - Марк Стронг — «Вид с моста», за роль Эдди Карбона                                           | - Джессика Лэнг — «Долгий день уходит в ночь», за роль Мэри Тайрон - Лори Меткалф — «Мизери», за роль Энни Уилкес - Лупита Нионго — «Заслонённые», за роль Девушки - Софи Оконедо — «Суровое испытание», за роль Элизабет Проктор - Мишель Уильямс — «Чёрный дрозд», за роль Уны Спенсер                                                  |
| Лучшая мужская роль в мюзикле | Лучшая женская роль в мюзикле |
| - Лесли Одом-мл. — «Гамильтон», за роль Аарона Бёрра - Майкл Брайтман — «Школа Рока», за роль Дьюи Финна - Дэнни Бурштейн — «Скрипач на крыше», за роль Тевье - Закари Ливай — «Она любит меня», за роль Джорджа Новака - Лин-Мануэль Миранда — «Гамильтон», за роль Александра Гамильтона                           | - Синтия Эриво — «Цветы лиловые полей», за роль Сели Харрис Джонсон - Лаура Бенанти — «Она любит меня», за роль Амалии Балаш - Кьюсак Кармен — «Яркая Звезда», за роль Элис Марфи - Джесси Мюллер — «Официантка», за роль Дженны Хантерсон - Филлипа Су — «Гамильтон», за роль Элизабет Гамильтон                                         |
| Лучшая мужская роль второго плана в пьесе | Лучшая женская роль второго плана в пьесе |
| - Рид Бирни — «Люди», за роль Эрика Блэйка - Билл Кэмп — «Суровое испытание», за роль преподобного Джона Хейла - Дэвид Фурр — «Шум за сценой», за роль Гэри Лежена - Ричард Гулдинг — «Король Чарльз III», за роль Принца Гарри - Майкл Шеннон — «Долгий день уходит в ночь», за роль Джеймса Тайрона младшего       | - Джейни Худишелл — «Люди», за роль Дейдры Блейк - Паскаль Арманд — «Заслонённые», за роль Бэсси - Меган Хилти — «Шум за сценой», за роль Брук Эштон - Андреа Мартин — «Шум за сценой», за роль Дотти Отли - Сэйкон Сенгблох — «Заслонённые», за роль Хелены                                                                              |
| Лучшая мужская роль второго плана в мюзикле | Лучшая женская роль второго плана в мюзикле |
| - Дэвид Диггс — «Гамильтон», за роль Жильбера Лафайета / Томаса Джефферсона - Брэндон Виктор Диксон — «Перемешать всё вместе», за роль Юби Блейка - Кристофер Фицджеральд — «Официантка», за роль Оги - Джонатан Грофф — «Гамильтон», за роль Георга III - Кристофер Джексон — «Гамильтон», за роль Джордж Вашингтон | - Рене Элиз Голдсберри — «Гамильтон», за роль Анжелики Скайлер - Даниэль, Брукс — «Цветы лиловые полей», за роль Софии Джонсон - Джейн Краковски — «Она любит меня», за роль Илоны Риттер - Дженнифер Симард — «Катастрофа!», за роль Марии Дауни - Адриенн Уоррен — «Перемешать всё вместе», за роль Гертруды Саундерс / Флоренции Миллс |

### Другие категории
| Лучшее либретто для мюзикла | Лучшая оригинальная музыка |
| --- | --- |
| - «Гамильтон» — Лин-Мануэль Миранда - «Яркая звезда» — Стив Мартин - «Школа рока» — Джулиан Феллоуз - «Перемешать всё вместе» — Джордж К. Вульф                                  | - «Гамильтон» — Лин-Мануэль Миранда (музыка и слова) - «Яркая звезда» — Эди Брикелл (музыка и слова) и Стив Мартин (музыка) - «Школа рока» — Эндрю Ллойд Уэббер (музыка) и Гленн Слейтер (слова) - «Официантка» — Сара Бареллис (музыка и слова) |
| Лучший дизайн сцены в пьесе | Лучший дизайн сцены в мюзикле |
| - Дэвид Зинн — «Люди» - Беовульф Боритт — «Тереза Ракен» - Кристофер Орам — «Хьюи» - Ян Версвейвелд — «Вид с моста»                                                              | - Дэвид Роквелл — «Она любит меня» - Эс Дэвлин и Финн Росс — «Американский психопат» - Дэвид Коринс — «Гамильтон» - Санто Локуасто — «Перемешать всё вместе»                                                                                     |
| Лучший дизайн костюмов в пьесе | Лучший дизайн костюмов в мюзикле |
| - Клинт Рамос — «Заслонённые» - Майкл Красс — «Шум за сценой» - Джейн Гринвуд — «Долгий день уходит в ночь» - Том Скатт — «Король Чарльз III»                                    | - Пол Тазевелл — «Гамильтон» - Джефф Маши — «Она любит меня» - Грег Барнес — «Бессмертные» - Энн Рот — «Перемешать всё вместее» |
| Лучший свет в пьесе | Лучший свет в мюзикле |
| - Наташа Кац — «Долгий день уходит в ночь» - Джастин Таунсенд — «Люди» - Ян Версвейвелд — «Вид с моста» - Ян Версвейвелд — «Суровое испытание»                                   | - Ховелл Бинкли — «Гамильтон» - Жюль Фишер и Пегги Эйзенхауэр — «Перемешать всё вместее» - Бен Стентон — «Весеннее пробуждение» - Джастин Таунсенд — «Американский психопат»                                                                     |
| Лучшая режиссура пьесы | Лучшая режиссура мюзикла |
| - Иво ван Хове — «Вид с моста» - Руперт Гулд — «Король Чарльз III» - Джонатан Кент — «Долгий день уходит в ночь» - Джо Мантелло — «Люди» - Лизл Томми — «Заслонённые»            | - Томас Кейл — «Гамильтон» - Майкл Арден — «Весеннее пробуждение» - Джон Дойл — «Цветы лиловые полей» - Скотт Эллис — «Она любит меня» - Джордж К. Вульф — «Перемешать всё вместе»                                                               |
| Лучшая хореография | Лучшая оркестровка |
| - Энди Бланкенбуэлер — «Гамильтон» - Савион Гловер — «Перемешать всё вместе» - Хофеш Шехтер — «Скрипач на крыше» - Рэнди Скиннер — «Дамы в море» - Серхио Трухильо — «На ногах!» | - Алекс Лакамуа — «Гамильтон» - Август Эриксмоэн — «Яркая звезда» - Ларри Хохман — «Она любит меня» - Дэрил Вотерс — «Перемешать всё вместе» |

### Соотношение наград и номинаций

#### Корпоративные
Количество наград / общее количество номинаций
- 11/16: «Гамильтон»
- 4/6: «Люди»
- 2/7: «Долгий день уходит в ночь»
- 2/5: «Вид с моста»
- 2/4: «Цветы лиловые полей»
- 1/8: «Она любит меня»
- 1/6: «Заслонённые»
- 1/2: «Отец»
- 0/10: «Перемешать всё вместе»

#### Персональные
Количество наград / общее количество номинаций
- 2/3: Лин-Мануэль Миранда
- 0/3: Ян Версвейвелд
- 0/2: Стив Мартин